# Northmoor Green
Northmoor Green – osada w Anglii, w hrabstwie Somerset, w dystrykcie (unitary authority) Somerset. Leży 48 km na południowy zachód od miasta Bristol i 202 km na zachód od Londynu.